# Martinet de Chapin
Telacanthura melanopygia
Pour les articles homonymes, voir Chapin.
Espèce
Synonymes
- Chaetura melanopygia Chapin, 1915
(protonyme)

Statut de conservation UICN

 LC  : Préoccupation mineure
Le Martinet de Chapin (Telacanthura melanopygia) est une espèce d'oiseaux de la famille des Apodidae.

## Répartition
Cet oiseau peuple l'Afrique équatoriale.